# اس‌اس ناسکپی
اس‌اس ناسکپی (به انگلیسی: SS Nascopie) یک کشتی است که طول آن ۲۸۵٫۵ فوت (۸۷٫۰ متر) می‌باشد. این کشتی در سال ۱۹۱۱ ساخته شد.